# Helmut Köglberger
Helmut Köglberger (Steyr, 12 gennaio 1946 – 23 settembre 2018) è stato un calciatore austriaco, di ruolo attaccante.

## Carriera
Fu capocannoniere del campionato austriaco nel 1969 e nel 1975.

## Palmarès

### Club

#### Competizioni nazionali
- Campionato austriaco: 3

LASK Linz: 1964-1965
Austria Vienna: 1968-1969, 1969-1970
- Coppa d'Austria: 3

LASK Linz: 1964-1965
Austria Vienna: 1970-1971, 1973-1974
- Erste Liga: 1

LASK Linz: 1978-1979